# Костючек, Пётр Васильевич
Пётр Васильевич Костючек (сентябрь 1923 года, деревня Рыбцы, Игуменский уезд — 15.1.1945, деревня Новы-Марянув, Люблинский округ, Генерал-губернаторство, Германия — участник Великой Отечественной войны, телефонист взвода связи 218-го гвардейского стрелкового полка (77-я гвардейская стрелковая дивизия, 69-я армия, 1-й Белорусский фронт), гвардии красноармеец. Закрыл своим телом амбразуру пулемёта

## Биография
Родился в 1923 году в деревне Рыбцы в крестьянской семье. Окончил сельскую школу, работал в колхозе.
26 июля 1944 года, во время освобождения Белоруссии, Лидским военкоматом был призван в РККА, с 13 сентября 1944 года участвовал в боях.
Отличился в боях января 1944 года, во время проведения Висло-Одерской операции. 77-я гвардейская стрелковая дивизия наступала с Пулавского плацдарма в направлении Радома, 14-15 января 1944 года вела бои в 12 километрах западнее Пулав.
14 января 1945 года гвардии красноармеец Костючек, под огнём противника устранил 46 порывов на линии связи батальона с ротами. Во время выхода на устранение одного из порывов, он обнаружил пулемётную точку. По собственной инициативе с разрешения командира роты подобрался к ней и забросал её гранатами. 15 января 1945 года Костючек опять вызвался уничтожить дзот, мешавший продвижению пехоты, и, получив разрешение, подобрался к нему. Однако дзот оказался неуязвим, и гвардеец, видя безвыходное положение, закрыл его своей грудью.
Был похоронен у населённого пункта Мишодла.
Указом Президиума Верховного Совета СССР от 24 марта 1945 года за образцовое выполнение боевых заданий командования на фронте борьбы с немецко-фашистскими захватчиками и проявленные при этом мужество и героизм гвардии красноармейцу Костючеку Петру Васильевичу посмертно звание Героя Советского Союза.